# Jean Blake Coulthard
Jean Blake Coulthard (geb. Robinson; * 13. August 1882 in Moncton/New Brunswick; † 16. Juli 1933 in Vancouver/British Columbia) war eine kanadische Pianistin und Musikpädagogin.

## Leben
Coulthard studierte Klavier bei Charles Dennée am New England Conservatory of Music in Boston. Ab 1905 lebte sie in Vancouver, wo sie den Vancouver Woman’s Musical Club gründete, dessen Präsidentin sie von 1910 bis 1912 war. Sie wurde besonders bekannt als Interpretin zeitgenössischer Klavierwerke, insbesondere derer von Maurice Ravel. Anfang der 1920er Jahre war sie an der Gründung der British Columbia Music Teachers' Federation beteiligt. Sie unterrichtete Gesang und Klavier. Neben ihrer Tochter Jean Coulthard zählten zu ihren Schülern die Sängerinnen Maxine Castleton und Joan Peebles.

## Quelle
- Jean Blake Coulthard. In: The Canadian Encyclopedia. (englisch, französisch).

| Personendaten    | Personendaten                           |
| ---------------- | --------------------------------------- |
| NAME             | Blake Coulthard, Jean                   |
| KURZBESCHREIBUNG | kanadische Pianistin und Musikpädagogin |
| GEBURTSDATUM     | 13. August 1882                         |
| GEBURTSORT       | Moncton                                 |
| STERBEDATUM      | 16. Juli 1933                           |
| STERBEORT        | Vancouver                               |